# Liste der Monuments historiques in Saint-Loubès
Die Liste der Monuments historiques in Saint-Loubès führt die Monuments historiques in der französischen Gemeinde Saint-Loubès auf.

## Liste der Bauwerke
| Bezeichnung     | Beschreibung              | Standort | Kennzeichnung | Schutzstatus | Datum | Bild           |
| --------------- | ------------------------- | -------- | ------------- | ------------ | ----- | -------------- |
| Kapelle St-Loup | Erbaut im 11. Jahrhundert | (Lage)   | PA00088390    | Inscrit      | 1992  | weitere Bilder |

## Liste der Objekte
- Monuments historiques (Objekte) in Saint-Loubès in der Base Palissy des französischen Kultusministeriums